# Cycnoderus copei
Cycnoderus copei är en skalbaggsart som beskrevs av Giesbert och Chemsak 1993. Cycnoderus copei ingår i släktet Cycnoderus och familjen långhorningar. Inga underarter finns listade i Catalogue of Life.